# ISO 3166-2:JM
ISO 3166-2:JM — стандарт Международной организации по стандартизации, который определяет геокоды. Является подмножеством стандарта ISO 3166-2, относящимся к Ямайке. Стандарт охватывает 10 приходов Ямайки. Каждый геокод состоит из двух частей: кода Alpha2 по стандарту ISO 3166-1 для Ямайки — JM и дополнительного кода, записанных через дефис. Дополнительный двухсимвольный код образован двухзначным числом. Геокоды приходов Ямайки являются подмножеством кодов домена верхнего уровня — JM, присвоенного Ямайке в соответствии со стандартами ISO 3166-1.

## Геокоды Ямайки
Геокоды 10 приходов административно-территориального деления Ямайки.
| Геокод | Административная единица | Статус |
| ------ | ------------------------ | ------ |
| JM-01  | Кингстон                 | приход |
| JM-08  | Сент-Джеймс              | приход |
| JM-02  | Сент-Андру               | приход |
| JM-09  | Хановер                  | приход |
| JM-03  | Сент-Томас               | приход |
| JM-10  | Уэстморленд              | приход |
| JM-04  | Портленд                 | приход |
| JM-11  | Сент-Элизабет            | приход |
| JM-05  | Сент-Мэри                | приход |
| JM-12  | Манчестер                | приход |
| JM-06  | Сент-Анн                 | приход |
| JM-13  | Кларендон                | приход |
| JM-07  | Трелони                  | приход |
| JM-14  | Сент-Катерин             | приход |

## Геокоды пограничных Ямайке государств
- Куба — ISO 3166-2:CU (на севере),
- Гаити — ISO 3166-2:HT (на востоке).